# Старо гробље у Ђурђеву
Старо гробље у Ђурђеву jесте споменик културе у Ђурђеву, општина Жабаљ. За споменик културе проглашена је 1978. а уписана је у регистар 2005.
Налази се на левој страни пута Ђурђево-Жабаљ, на простору између русинског и српског гробља. Поред већег броја споменика из XIX века ту се налази и неколико старих надгробних споменика од пешчара који потичу из друге половине XVIII века. Изгледом се истиче споменик из 1757. и споменик из 1788. године, са епитафима на читком црквено-словенском.